# Fed Cup 2008
Navigation
Édition précédente Édition suivante
La Fed Cup 2008 est la 46e édition du plus important tournoi de tennis opposant des équipes nationales féminines.
La finale, qui s'est tenue à Madrid les 13 et 14 septembre, a vu la Russie s'imposer face à l'Espagne (quatre points à zéro).

## Organisation
Organisation inchangée pour cette 46e édition de la Fed Cup avec les groupes mondiaux I et II et les play-offs I et II.
Le groupe mondial I compte huit équipes, les demi-finalistes 2007 et les vainqueurs des play-offs 1, qui s'affrontent par élimination directe dans un tableau à trois tours organisés successivement en février, avril et septembre. Les équipes vaincues au premier tour disputent les play-offs I. 
Le groupe mondial II compte également huit équipes, les vaincus des play-offs I 2007 et les vainqueurs des play-offs II 2007, qui s'affrontent en face à face en un seul tour organisé en février. Les vainqueurs participent aux play-offs I et les vaincus participent aux play-offs II.
Les play-offs I sont organisés en avril entre les éliminés du premier tour du groupe mondial I et les vainqueurs du groupe mondial II. Les vainqueurs participeront aux rencontres du groupe mondial I de l'édition suivante et les vaincus aux rencontres du groupe mondial II de l'édition suivante.
Les play-offs II opposent quatre équipes issues des compétitions par zone géographiques aux quatre perdants des rencontres du groupe mondial II. Les vainqueurs participent au groupe mondial II de l'édition suivante et les vaincus sont relégués dans les compétitions par zones géographiques.
Toutes les rencontres se déroulent au domicile de l'une ou l'autre des équipes qui, sur un week-end, se rencontrent en face à face au meilleur de cinq matchs (quatre simple et un double).

## Résultats

### Groupe mondial I

#### Tableau
|  | 1/4 de finale 02 - 03 février | 1/4 de finale 02 - 03 février |            |        | 1/2 finale 26 - 27 avril | 1/2 finale 26 - 27 avril |        |   | Finale 13 - 14 septembre | Finale 13 - 14 septembre |
|  |                               |                               |            |        |                          |                          |        |   |                          |                          |
|  | Israël                        | 1                             |            |        |                          |                          |        |   |                          |                          |
|  | Russie                        | 4                             |            |        |                          |                          |        |   |                          |                          |
|  | Russie                        | 4                             |            | Russie | 3                        |                          |        |   |                          |                          |
|  |                               |                               |            | Russie | 3                        |                          |        |   |                          |                          |
|  |                               |                               | États-Unis | 2      |                          |                          |        |   |                          |                          |
|  | États-Unis                    | 4                             | États-Unis | 2      |                          |                          |        |   |                          |                          |
|  | États-Unis                    | 4                             |            |        |                          |                          |        |   |                          |                          |
|  | Allemagne                     | 1                             |            |        |                          |                          |        |   |                          |                          |
|  | Allemagne                     | 1                             |            |        |                          |                          | Russie | 4 |                          |                          |
|  |                               |                               |            |        |                          |                          | Russie | 4 |                          |                          |
|  |                               | Espagne                       | 0          |        |                          |                          |        |   |                          |                          |
|  | Chine                         | Espagne                       | 0          | 3      |                          |                          |        |   |                          |                          |
|  | Chine                         |                               |            | 3      |                          |                          |        |   |                          |                          |
|  | France                        | 2                             |            |        |                          |                          |        |   |                          |                          |
|  | France                        | 2                             |            | Chine  | 1                        |                          |        |   |                          |                          |
|  |                               |                               |            | Chine  | 1                        |                          |        |   |                          |                          |
|  |                               |                               | Espagne    | 4      |                          |                          |        |   |                          |                          |
|  | Italie                        | 2                             | Espagne    | 4      |                          |                          |        |   |                          |                          |
|  | Italie                        | 2                             |            |        |                          |                          |        |   |                          |                          |
|  | Espagne                       | 3                             |            |        |                          |                          |        |   |                          |                          |

#### Quarts de finale
| Israël - Russie - 1 : 4 Israel Tennis Center - Canada Stadium, Ramat Ha-Sharon, Israël 02 - 03 février, Dur (ext.) |                             |                             |               |
| 1 | Shahar Peer                 | Dinara Safina               | 0-6, 6-2, 6-2 |
| 1 | Tzipora Obziler             | Maria Sharapova             | 0-6, 4-6      |
| 1 | Shahar Peer                 | Maria Sharapova             | 1-6, 1-6      |
| 1 | Tzipora Obziler             | Anna Chakvetadze            | 4-6, 2-6      |
| 1 | Tzipora Obziler Shahar Peer | Dinara Safina Elena Vesnina | 0-6, 6-1, 4-6 |

| États-Unis - Allemagne - 4 : 1 La Jolla Beach and Tennis Club, La Jolla, États-Unis 02 - 03 février, Dur (ext.) |                                |                                   |          |
| 2 | Lindsay Davenport              | Sabine Lisicki                    | 1-6, 5-7 |
| 2 | Ashley Harkleroad              | Tatjana Malek                     | 6-1, 6-3 |
| 2 | Lindsay Davenport              | Julia Görges                      | 6-1, 6-2 |
| 2 | Ashley Harkleroad              | Sabine Lisicki                    | 6-4, 7-5 |
| 2 | Lisa Raymond Lindsay Davenport | Anna-Lena Grönefeld Tatjana Malek | 6-2, 6-0 |

| Chine - France - 3 : 2 Beijing International Tennis Centre, Pékin, Chine 02 - 03 février, Dur (int.) |                  |                                 |               |
| 3 | Li Na            | Alizé Cornet                    | 6-3, 6-1      |
| 3 | Peng Shuai       | Virginie Razzano                | 4-6, 6-3, 6-4 |
| 3 | Li Na            | Virginie Razzano                | 6-4, 2-6, 4-6 |
| 3 | Yan Zi           | Nathalie Dechy                  | 3-6, 2-6      |
| 3 | Yan Zi Zheng Jie | Nathalie Dechy Virginie Razzano | 7-5, 7-6      |

| Italie - Espagne - 2 : 3 PalaVesuvio, Naples, Italie 02 - 03 février, Dur (int.) |                             |                                       |               |
| 4                                                                                | Francesca Schiavone         | Nuria Llagostera                      | 6-7, 6-3, 2-6 |
| 4                                                                                | Flavia Pennetta             | Anabel Medina                         | 2-6, 3-6      |
| 4                                                                                | Francesca Schiavone         | Anabel Medina                         | 4-6, 1-6      |
| 4                                                                                | Sara Errani                 | Lourdes Domínguez                     | 5-7, 6-4, 6-0 |
| 4                                                                                | Sara Errani Tathiana Garbin | Nuria Llagostera Carla Suárez Navarro | 6-4, 6-3      |

#### Demi-finales
| Russie - États-Unis - 3 : 2 Small Sport Arena "Luzhniki", Moscou, Russie 26 - 27 avril, Terre (int.) |                                   |                         |               |
| 5 | Anna Chakvetadze                  | Vania King              | 6-4, 7-5      |
| 5 | Svetlana Kuznetsova               | Ahsha Rolle             | 6-2, 6-1      |
| 5 | Vera Zvonareva                    | Vania King              | 4-6, 6-3, 6-2 |
| 5 | Elena Vesnina                     | Ahsha Rolle             | 3-6, 4-6      |
| 5 | Svetlana Kuznetsova Elena Vesnina | Liezel Huber Vania King | 6-7, 4-6      |

| Chine - Espagne - 1 : 4 Beijing International Tennis Center, Pékin, Chine 26 - 27 avril, Dur (int.) |                         |                                      |          |
| 6                                                                                                   | Peng Shuai              | Carla Suárez Navarro                 | 3-6, 6-7 |
| 6                                                                                                   | Zheng Jie               | Nuria Llagostera                     | 3-6, 4-6 |
| 6                                                                                                   | Peng Shuai              | Nuria Llagostera                     | 4-6, 4-6 |
| 6                                                                                                   | Zheng Jie               | Carla Suárez Navarro                 | 7-6, 6-3 |
| 6                                                                                                   | Peng Shuai Sun Tiantian | Nuria Llagostera María José Martínez | 2-6, 1-6 |

#### Finale
| Espagne - Russie - 0 : 4 Club de Campo - Villa de Madrid, Madrid, Espagne 13 - 14 septembre, Terre (ext.) |                                       |                                  |               |
| 7 | Anabel Medina                         | Vera Zvonareva                   | 3-6, 4-6      |
| 7 | Carla Suárez Navarro                  | Svetlana Kuznetsova              | 3-6, 1-6      |
| 7 | Anabel Medina                         | Svetlana Kuznetsova              | 7-5, 3-6, 4-6 |
| 7 |                                       | Non joué                         |               |
| 7 | Nuria Llagostera Carla Suárez Navarro | Ekaterina Makarova Elena Vesnina | 2-6, 1-6      |

### Groupe mondial II
| Ukraine - Belgique - 3 : 2 Palace of Sports "Lokomotiv", Kharkiv, Ukraine 02 - 03 février, Terre (int.) |                                      |                                |               |
| 1 | Alona Bondarenko                     | Kirsten Flipkens               | 6-1, 6-2      |
| 1 | Kateryna Bondarenko                  | Yanina Wickmayer               | 6-7, 1-6      |
| 1 | Alona Bondarenko                     | Yanina Wickmayer               | 3-6, 4-6      |
| 1 | Kateryna Bondarenko                  | Tamaryn Hendler                | 4-6, 6-4, 6-1 |
| 1 | Alona Bondarenko Kateryna Bondarenko | Caroline Maes Yanina Wickmayer | 6-2, 6-3      |

| Japon - Croatie - 4 : 1 Beans Dome, Miki, Japon 02 - 03 février, Dur (int.) |                            |                         |               |
| 2                                                                           | Akiko Morigami             | Nika Ožegovic           | 2-6, 7-5, 6-1 |
| 2                                                                           | Aiko Nakamura              | Jelena Kostanić         | 3-6, 6-3, 3-6 |
| 2                                                                           | Akiko Morigami             | Jelena Kostanić         | 6-1, 6-2      |
| 2                                                                           | Aiko Nakamura              | Nika Ožegovic           | 6-0, 4-6, 6-2 |
| 2                                                                           | Rika Fujiwara Ayumi Morita | Petra Martić Ana Vrljić | 6-2, 6-3      |

| République tchèque - Slovaquie - 3 : 2 Brno Exhibition Centre, Brno, République tchèque 02 - 03 février, Moquette (int.) |                                |                                     |               |
| 3 | Petra Cetkovská                | Dominika Cibulková                  | 5-7, 3-6      |
| 3 | Nicole Vaidišová               | Magdaléna Rybáriková                | 7-5, 6-4      |
| 3 | Nicole Vaidišová               | Dominika Cibulková                  | 3-6, 6-3, 6-1 |
| 3 | Petra Cetkovská                | Magdaléna Rybáriková                | 4-6, 3-6      |
| 3 | Nicole Vaidišová Květa Peschke | Dominika Cibulková Janette Husárová | 6-1, 2-6, 6-4 |

| Argentine - Autriche - 4 : 1 Estadio Parque Roca, Buenos Aires, Argentine 02 - 03 février, Terre (ext.) |                              |                                    |               |
| 4 | Jorgelina Cravero            | Yvonne Meusburger                  | 7-6, 6-3      |
| 4 | María Emilia Salerni         | Melanie Klaffner                   | 6-2, 3-6, 5-7 |
| 4 | María Emilia Salerni         | Patricia Mayr                      | 7-5, 3-6, 6-2 |
| 4 | Jorgelina Cravero            | Melanie Klaffner                   | 6-4, 6-4      |
| 4 | María Irigoyen Betina Jozami | Yvonne Meusburger Barbara Schwartz | 6-1, 4-6, 6-3 |

### Play-offs I
| Italie - Ukraine - 3 : 2 Geovillage, Olbia, Italie 26 - 27 avril, Terre (ext.) |                         |                                      |               |
| 1                                                                              | Francesca Schiavone     | Mariya Koryttseva                    | 3-6, 7-6, 7-5 |
| 1                                                                              | Karin Knapp             | Alona Bondarenko                     | 3-6, 3-6      |
| 1                                                                              | Francesca Schiavone     | Alona Bondarenko                     | 7-5, 6-3      |
| 1                                                                              | Sara Errani             | Kateryna Bondarenko                  | 6-3, 6-2      |
| 1                                                                              | Sara Errani Karin Knapp | Mariya Koryttseva Tatiana Perebiynis | 6-0, 6-7, 3-6 |

| Japon - France - 1 : 4 Ariake Colosseum, Tokyo, Japon 26 - 27 avril, Dur (int.) |                          |                             |          |
| 2                                                                               | Ayumi Morita             | Amélie Mauresmo             | 0-6, 2-6 |
| 2                                                                               | Ai Sugiyama              | Virginie Razzano            | 1-6, 5-7 |
| 2                                                                               | Ai Sugiyama              | Amélie Mauresmo             | 1-6, 4-6 |
| 2                                                                               | Aiko Nakamura            | Virginie Razzano            | 4-6, 4-6 |
| 2                                                                               | Ai Sugiyama Ayumi Morita | Nathalie Dechy Alizé Cornet | 6-1, 6-3 |

| Argentine - Allemagne - 3 : 2 Pilara Tenis Club, Buenos Aires, Argentine 26 - 27 avril, Terre (ext.) |                                 |                            |               |
| 3 | Gisela Dulko                    | Sabine Lisicki             | 6-2, 6-2      |
| 3 | Jorgelina Cravero               | Martina Müller             | 1-6, 0-6      |
| 3 | Gisela Dulko                    | Martina Müller             | 6-2, 6-4      |
| 3 | Betina Jozami                   | Angelique Kerber           | 6-3, 6-1      |
| 3 | Jorgelina Cravero Betina Jozami | Sabine Lisicki Jasmin Wöhr | 0-6, 6-1, 6-7 |

| Israël - République tchèque - 2 : 3 Canada Stadium, Ramat Ha-Sharon, Israël 26 - 27 avril, Dur (ext.) |                             |                              |               |
| 4 | Shahar Peer                 | Petra Kvitová                | 6-2, 3-6, 0-6 |
| 4 | Tzipora Obziler             | Lucie Šafářová               | 6-0, 3-6, 6-4 |
| 4 | Shahar Peer                 | Iveta Benešová               | 7-6, 3-6, 4-6 |
| 4 | Tzipora Obziler             | Petra Kvitová                | 6-3, 6-4      |
| 4 | Tzipora Obziler Shahar Peer | Iveta Benešová Květa Peschke | 4-6, 3-6      |

### Play-offs II
| Belgique - Colombie - 5 : 0 Mons Expo, Mons, Belgique 26 - 27 avril, Dur (int.) |                             |                                   |          |
| 1                                                                               | Kirsten Flipkens            | Catalina Castaño                  | 6-1, 6-0 |
| 1                                                                               | Yanina Wickmayer            | Mariana Duque Mariño              | 6-4, 6-3 |
| 1                                                                               | Yanina Wickmayer            | Yuliana Lizarazo                  | 6-0, 6-0 |
| 1                                                                               | Kirsten Flipkens            | Mariana Duque Mariño              | 6-4, 6-3 |
| 1                                                                               | Debbrich Feys Caroline Maes | Yuliana Lizarazo Alexandra Moreno | 6-2, 6-3 |

| Autriche - Suisse - 2 : 3 Messestadion Dornbirn, Dornbirn, Autriche 26 - 27 avril, Dur (int.) |                                    |                                     |               |
| 2                                                                                             | Sybille Bammer                     | Emmanuelle Gagliardi                | 7-5, 6-3      |
| 2                                                                                             | Tamira Paszek                      | Patty Schnyder                      | 7-6, 2-6, 1-6 |
| 2                                                                                             | Sybille Bammer                     | Patty Schnyder                      | 6-4, 6-0      |
| 2                                                                                             | Tamira Paszek                      | Stefanie Vögele                     | 6-4, 1-6, 5-7 |
| 2                                                                                             | Melanie Klaffner Yvonne Meusburger | Patty Schnyder Emmanuelle Gagliardi | 0-6, 1-6      |

| Slovaquie - Ouzbékistan - 5 : 0 Sibamac Arena, Bratislava, Slovaquie 26 - 27 avril, Terre (int.) |                                       |                                      |               |
| 3                                                                                                | Magdaléna Rybáriková                  | Akgul Amanmuradova                   | 7-6, 6-2      |
| 3                                                                                                | Dominika Cibulková                    | Iroda Tulyaganova                    | 7-6, 7-5      |
| 3                                                                                                | Dominika Cibulková                    | Akgul Amanmuradova                   | 7-6, 6-4      |
| 3                                                                                                | Kristína Kučová                       | Vlada Ekshibarova                    | 6-1, 2-6, 6-4 |
| 3                                                                                                | Janette Husárová Magdaléna Rybáriková | Vlada Ekshibarova Albina Khabibulina | 6-0, 6-2      |

| Croatie - Serbie - 2 : 3 Dom Sportova, Zagreb, Croatie 26 - 27 avril, Dur (int.) |                            |                              |          |
| 4                                                                                | Jelena Kostanić            | Ana Jovanovic                | 4-6, 5-7 |
| 4                                                                                | Nika Ožegovic              | Jelena Janković              | 1-6, 2-6 |
| 4                                                                                | Nika Ožegovic              | Ana Ivanović                 | 5-7, 1-6 |
| 4                                                                                | Ana Vrljić                 | Teodora Mirčić               | 6-4, 7-5 |
| 4                                                                                | Jelena Kostanić Ana Vrljić | Ana Jovanovic Teodora Mirčić | 4-1 ab.  |